# Nenad Mišanović
Nenad Mišanović (cyr. Ненад Мишановић; ur. 11 czerwca 1984 w Bileci) – serbski koszykarz, występujący na pozycji środkowego.
22 października 2015 roku podpisał umowę z zespołem Trefla Sopot. Klub zwolnił go 26 listopada.

## Osiągnięcia
Drużynowe
- Mistrz:
  - Ligi Adriatyckiej (2005)
  - Czarnogóry (2009)
  - Serbii (2007)
- Wicemistrz Serbii i Czarnogóry (2004, 2005)
- Brązowy medalista:
  - mistrzostw Rosji (2008)
  - w Lidze Adriatyckiej (2006)
- Zdobywca pucharu:
  - Serbii i Czarnogóry (2006)[3]
  - Czarnogóry (2009)
- Finalista pucharu Serbii (2003)

Indywidualne
- Lider ligi serbskiej w blokach (2007, 2012)

Reprezentacja
- Uczestnik mistrzostw Europy U–20 (2004)[3]